# Sparkill
Sparkill är en så kallad census-designated place i kommunen Orangetown i Rockland County i delstaten New York. Vid 2010 års folkräkning hade Sparkill 1 565 invånare.